# Sjöhaget
Sjöhaget är en bebyggelse öster om Borgvik vid västra stranden av Borgviksjön i Borgviks socken i Grums kommun. Området ingick till 2015 i småorten Borgvik. Från 2015 avgränsar SCB här en separat småort.